# Fairhall (rivière)
La rivière Fairhall  (en anglais : Fairhall River) est un cours d’eau dans la région de Marlborough de l’Île du Sud de la Nouvelle-Zélande.

## Géographie
Elle prend naissance près du col de “Blairich Pass” et s’écoulent vers le nord-est pour rejoindre la rivière Ōpaoa entre les villes de Renwick et Blenheim. La localité de Fairhall est située à l’est de la rivière. La rivière et la localité du même nom ont été désignées en 1847 d’après le nom du président d’une équipe d’enquête dans ce secteur.
Un vignoble, nommé « Fairhall Downs », fut établi dans la vallée de la rivière en 1982.

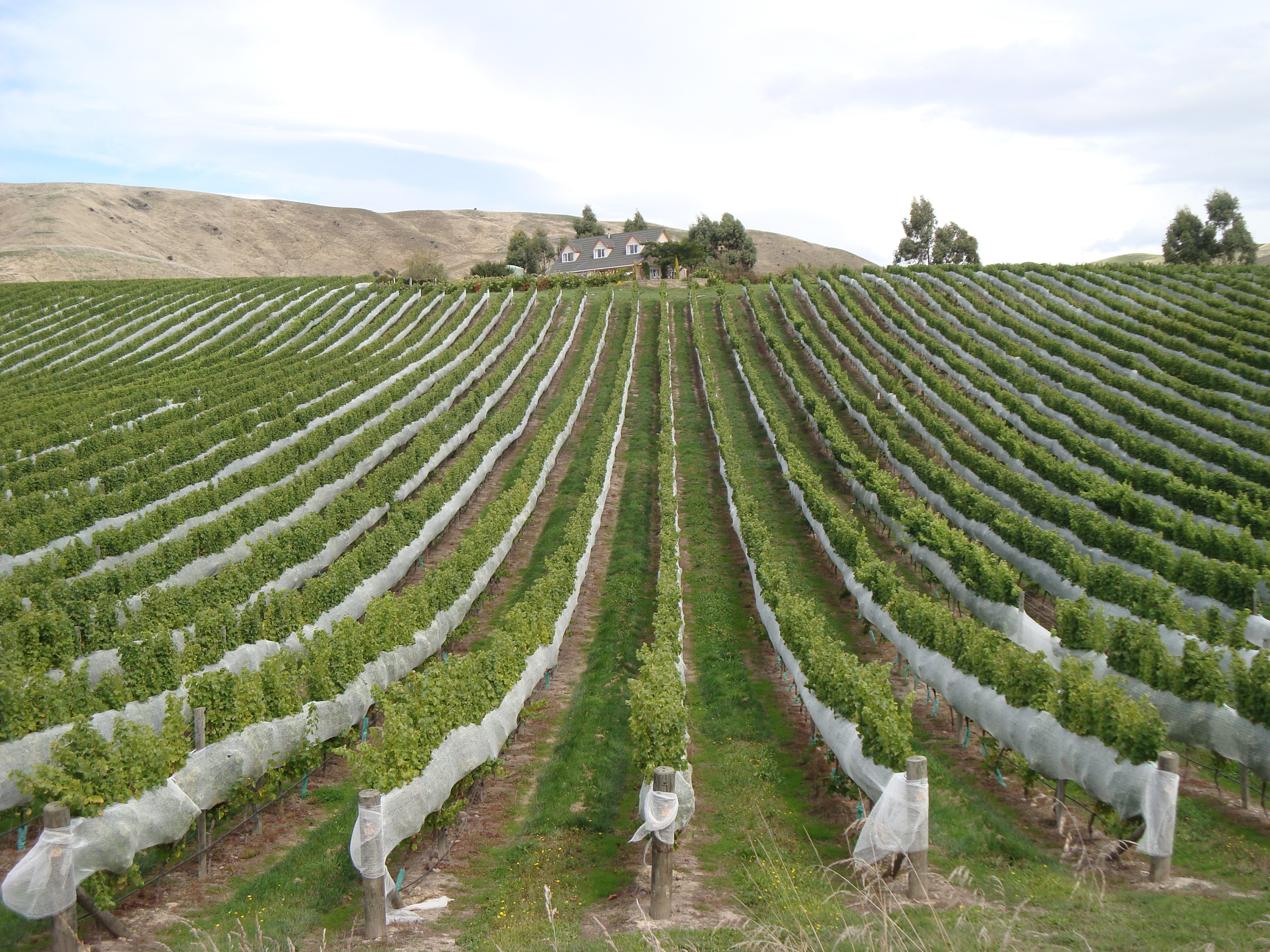
Le vignoble de Fairhall Downs dans la vallée de la Fairhall.